# Nāyjūk
Nāyjūk (persiska: نايجوك, نَيجُّك, نَهين) är en ort i Iran.   Den ligger i provinsen Zanjan, i den nordvästra delen av landet, 220 km väster om huvudstaden Teheran. Nāyjūk ligger 1 806 meter över havet och antalet invånare är 333.
Terrängen runt Nāyjūk är huvudsakligen kuperad, men åt sydväst är den platt. Runt Nāyjūk är det ganska glesbefolkat, med 29 invånare per kvadratkilometer. Närmaste större samhälle är Chang Almās, 12,6 km nordost om Nāyjūk. Trakten runt Nāyjūk består i huvudsak av gräsmarker.